# Entz Géza (biológus, 1875–1943)
Ifjabb mezőkomáromi Entz Géza (Kolozsvár, 1875. május 30. – Budapest, 1943. február 21.) zoológus, egyetemi tanár, a Magyar Tudományos Akadémia tagja. Neki és munkatársainak köszönhető a Balaton életének korszerű hidrobiológiai vizsgálata. Botanikai szakmunkákban nevének rövidítése: „Entz”.

## Családja
Családja a magyar tudománynak több kiemelkedő személyt is adott. Dédapja még egyszerű gyakorló orvos volt, és a 19. század elején egy járvány elleni küzdelemben halt meg fiatalon. Nagyapja Entz Ferenc uradalmi orvosként vált a gyümölcs- és szőlőtermelés, valamint a gazdatisztképzés egyik reformerévé. Apja Entz Géza neves biológus, zoológus, egyetemi tanár, ezért őt ifjabbként míg édesapját idősebbként emlegetik. 1915 április 11.-én, édesapja Entz Géza nemesség és előnév adományozásban részesült I. Ferenc József magyar királytól.

## Életpályája
Tanulmányait Kolozsvárt és Budapesten végezte. 1902-ben bölcsészdoktori címet szerzett, majd 1907-ben magántanár lett protisztológiából (egysejtűekkel foglalkozott). Kutatásait főként Daday Jenő hidrobiológus támogatta. 1898-tól a budapesti műegyetem növénytani, majd 1905-től az állattani tanszéken dolgozott; tanársegéd, asszisztens, végül adjunktus lett. 1913-tól 1920-ig középiskolai biológiatanár volt. 1916-ban a budapesti műegyetemen a "Hydrobiológia és haltenyésztés" magántanára lett. 1920-tól az utrechti egyetemen tanársegéd, konzervátor, végül egyetemi tanár volt. Hazatérése után előbb 1929-től a tihanyi Biológiai Kutatóintézet igazgatója, majd 1932-től a Magyar Nemzeti Múzeum Állattárának igazgatója, 1934-ben a budapesti egyetemen a zoológia nyugállományú rendes tanára lett.   Számos cikke jelent meg hazai és külföldi szaklapokban. Több szakmai kitüntetés birtokosa, hiszen Lukács-jutalomban és két ízben  Margó-díjban is részesítették.

## Kutatási területe
Az általános biológia és az általános állattan számos kérdésével foglalkozott, elsősorban a véglényekkel. A biológiában elfoglalt antidarwinista és antihaeckelista álláspontja ellenére nem csatlakozott az úgynevezett neovitalistákhoz.

## Akadémiai tagsága
- A Magyar Tudományos Akadémia levelező tagja (1910);
- A Magyar Tudományos Akadémia rendes tagja (1932).

## Főbb művei
- Adatok a peridineák ismeretéhez (1902);
- A tintinnidák szervezete (Bp., 1908);
- Beiträge zur Kenntniss der Peridineen (I–II. 1926–27);
- Élet a tengerben (Soós Lajossal, Bp., 1931);
- Az ostor és a protoplasma növekedéséről (Bp., 1934);
- A Balaton élete (Sebestyén Olgával, Bp., 1942, Természettudományi Könyvkiadó Vállalat).